# Pegomya macrophtalma
Pegomya macrophtalma är en tvåvingeart som beskrevs av Griffiths 1984. Pegomya macrophtalma ingår i släktet Pegomya, och familjen blomsterflugor. Arten är reproducerande i Sverige.